# Kail (Einheit)
Kail war ein Volumen- und Getreidemaß in Syrien.
- Damaskus 1 Kail = 1/12 Ġirāra/Sack = 17 Kilogramm ≈ 22,08 Liter
- Aleppo 1 Kail = 1/22 Makkūk ≈ 6,56 Liter
- Region Diyar Rabi'a 1 Kail = 1/16 Makkūk = 0,469 Liter

Beachte: Nicht gleich dem Maß Kaila.